# Abiit ad plures
 Abiit ad plures, лат. (изговор: абит ад плурес). Придружио се већини. Gaj Petronije Arbiter

## Поријекло изреке
Ово је изрекао Гај Петроније Арбитер   лат. Gaius Petronius Arbiter римски великодостојник из доба  Јулијевско- Клаудијевске династије, касније и  Неронов конзул,  сатиричар...  (први вијек н.е.) 

## Тумачење
Умро је.  У маниру сатирика: Придружио се већини.